# Umbra krameri
El pez-del-fango europeo es la especie Umbra krameri, un pez de agua dulce de la familia Umbridae, distribuidos por Europa por las cuencas hidrográficas de los ríos Danubio y Dniéster, aunque lo podemos ver más fácilmente en acuarios ya que se comercializa para su uso en acuariología.

## Anatomía
Con morfología del cuerpo similar al resto de su familia, la longitud máxima descrita fue de 17 cm, aunque la longitud normal es muy pequeña de unos 5 cm.

## Hábitat y biología
Es una especie bentopelágica de río, no migrador, que prefiere un rango de pH entre 6 y 6,5. Resiste una amplia variedad de temperaturas entre 5º y 24 °C. Habita los canales de irrigación pequeños y las aguas lentas y estancadas con densa vegetación; es muy territorial, alimentándose en su territorio de plancton de crustáceos de gran tamaño y de larvas de invertebrados.
La especie se encuentra en estado vulnerable, debido a la destrucción de estos hábitats, nuevas técnicas agrícolas de irrigación y la desaparición de las antiguas acequias en las que proliferaban, restricciones a las inundaciones de los ríos, presión debida a la reintroducción de especies exóticas de peces y por la polución química.